# Gary Crosby (attore)
Gary Evan Crosby (Los Angeles, 27 giugno 1933 – Burbank, 24 agosto 1995) è stato un attore statunitense.
Era il figlio del cantante e attore Bing Crosby e dell'attrice, ballerina e cantante Dixie Lee.

## Filmografia parziale

### Cinema
- Signorine, non guardate i marinai (Star Spangled Rhythm), regia di George Marshall (1942)
- Duffy's Tavern, regia di Hal Walker (1945)
- Martedì grasso (Mardi Gras), regia di Edmund Goulding (1958)
- Vacanze per amanti (Holiday for Lovers), regia di Henry Levin (1959)
- La moglie sconosciuta (A Private's Affair), regia di Raoul Walsh (1959)
- Il "dritto" di Hollywood (The Right Approach), regia di David Butler (1961)
- Battaglia sulla spiaggia insanguinata (Battle at Bloody Beach), regia di Herbert Coleman (1961)
- I commandos dei mari del sud (Operation Bikini), regia di Anthony Carras (1963)
- Pazzo per le donne (Girl Happy), regia di Boris Sagal (1965)
- Scusi, dov'è il fronte? (Which Way to the Front?), regia di Jerry Lewis (1970)
- J.J. Stryker, regia di Max Kleven (1986)

### Televisione
- The Dick Powell Show – serie TV, episodio 2x23 (1963)
- Ben Casey – serie TV, 2 episodi (1963)
- The Bill Dana Show – serie TV, 22 episodi (1963-1964)
- Ai confini della realtà (The Twilight Zone) – serie TV, episodio 5x34 (1964)
- Perry Mason – serie TV, episodio 8x15 (1965)
- Hondo – serie TV, episodio 1x14 (1967)
- Giulia (Julia) – serie TV, 2 episodi (1969-1970)
- Disneyland – serie TV, 2 episodi (1972)
- Adam-12 – serie TV, 23 episodi (1969-1975)
- Squadra emergenza (Emergency!) – serie TV, 5 episodi (1972-1975)
- Vacanze alle Hawaii (Three on a Date) – film TV (1978)
- Hunter – serie TV, 6 episodi (1984-1985)
- La signora in giallo (Murder, She Wrote) – serie TV, episodi 2x14 (1986)